# Bittacus whartoni
Bittacus whartoni är en näbbsländeart som beskrevs av George W. Byers 2001. Bittacus whartoni ingår i släktet Bittacus och familjen styltsländor. Inga underarter finns listade i Catalogue of Life.